# Liste der Monuments historiques in Coignières
Die Liste der Monuments historiques in Coignières führt die Monuments historiques in der französischen Gemeinde Coignières auf.

## Liste der Objekte
| Bezeichnung                                                                                         | Beschreibung                                                                            | Standort                                  | Kennzeichnung | Schutzstatus | Datum | Bild           |
| --------------------------------------------------------------------------------------------------- | --------------------------------------------------------------------------------------- | ----------------------------------------- | ------------- | ------------ | ----- | -------------- |
| Gemälde La Vierge des sept douleurs, la vie et Passion du Christ in der Kirche St-Germain-d’Auxerre | Öl auf Holz, Ende des 16. Jahrhunderts                                                  | in der Kirche St-Germain-d’Auxerre (Lage) | PM78000120    | Classé       | 1905  |                |
| Zwei Bleiglasfenster                                                                                | Darstellung: Histoire de la chaste Suzanne und Miracle de saint Gubold; 16. Jahrhundert | in der Kirche St-Germain-d’Auxerre (Lage) | PM78000121    | Classé       | 1908  | weitere Bilder |